# Marie-Bénigne-Ferréol-Xavier de Chifflet d'Orchamps
Marie Bénigne Ferréol Xavier Chifflet d'Orchamps est un homme politique français né le 21 février 1766 à Besançon (Doubs) et mort le 13 septembre 1835 à Montmirey (Jura).

## Biographie
Fils d'un premier président du Parlement de Besançon, il est conseiller au Parlement en 1786. Il émigre en 1792 et rejoint l'armée des princes. Rentré en France au début du Consulat, il est conseiller à la cour impériale de Besançon en 1811. Il est député du Doubs de 1815 à 1816 et de 1820 à 1827, siégeant avec les ultra-royalistes. Il est rapporteur de la loi sur le Sacrilège en 1825.
Président de la cour royale de Besançon en 1815, il est pair de France en 1827. Il démissionne de toutes ses fonctions en 1830, à l'avènement de la Monarchie de Juillet.

## Sources
- « Marie-Bénigne-Ferréol-Xavier de Chifflet d'Orchamps », dans Adolphe Robert et Gaston Cougny, Dictionnaire des parlementaires français, Edgar Bourloton, 1889-1891 [détail de l’édition]